# Condado de Szamotuły
Szamotuły é um condado (Powiat) da Polônia. Sua capital é a cidade de Szamotuły. Tem população de 85.773 habitantes (dados de 2005) e área de 1119,55 km².